# Eliasz (biskup koptyjski)
Eliasz (ur. 24 grudnia 1951) – duchowny Koptyjskiego Kościoła Ortodoksyjnego, od 2001 biskup Chartumu i Południowego Sudanu.

## Życiorys
12 marca 1982 złożył śluby zakonne, w tym samym roku przyjął święcenia kapłańskie. Sakrę biskupią otrzymał 3 czerwca 2001.